# Ibtissam Jraïdi
Ibtissam Jraïdi (arabisch ابتسام الجريدي, DMG Ibtisām al-Ǧuraidī; * 9. Dezember 1992 in Casablanca) ist eine marokkanische Fußballspielerin.

## Karriere

### Klub
Auf Klubebene ist sie derzeit seit mindestens der Saison 2012/13 bei FAR Rabat aktiv.

### Nationalmannschaft
Mit der A-Nationalmannschaft von Marokko nahm sie am Afrika-Cup 2022 teil und kam hier in zwei Gruppenspielen wie auch dem Finale jeweils zu Kurzeinsätzen. Am Ende verlor man das Finale gegen Südafrika durch die Halbfinalteilnahme gelang für die Ausgabe im Jahr 2023 aber erstmals die Qualifikation für eine Weltmeisterschaft.